# Fast Scoler
De Fast Scoler is een bustype voor scholierenvervoer, geproduceerd door de Franse busfabrikant Fast Concept Car. Afhankelijk van de generatie werd de bus gebouwd op een chassis van MAN of een chassis van Renault.

## Inzet
In Nederland komt dit busmodel alleen voor bij Van Meurs. Ook in onder andere België, Frankrijk en Groot-Brittannië komt de bus voor.
| Land      | Bedrijf        | Aantal | Series | Inzet                             | Opmerking |
| --------- | -------------- | ------ | ------ | --------------------------------- | --------- |
| België    | Alkreizen      | 1      | ??     | Scholierenvervoer / groepsvervoer |           |
| België    | Peltax         | 1      | ??     | Scholierenvervoer / groepsvervoer |           |
| Frankrijk | CTPM           | 1      | 709    | Perpignan                         |           |
| Nederland | Taxi van Meurs | 4      | 13-16  | Scholierenvervoer Limburg         |           |